# ليون: المحترف
ليون: المحترف (بالفرنسية: Lèon؛ ويُعرف أيضا باسم Lèon: The Professional) هو فيلم إثارة، دراما وجريمة فرنسي أنتج عام 1994 من كتابة وإخراج لوك بيسون، ومن بطولة جان رينو وغاري أولدمان وكان الظهور الأول للممثّلة ناتالي بورتمان.

## القصة
تدور احداث فيلم Léon: The Professional 1994 حول فتاة صغيرة تدعى (ماتيلدا) عمرها اثنى عشر سنة تعيش حياة بائسة في إحدى المناطق العشوائية مع والدها تاجر المخدرات وأختها الكبرى وأخيها الصغير الذي يبلغ من العمر 4 سنوات فقط في أثناء رجوعها من السوق في أحد الأيام تجد أن أسرتها قد قُتلوا جميعا باطلاق الرصاص، تقرر اللجوء إلى منزل (ليون) الشخص الغامض، والذي يعمل كقاتل مأجور، في البداية لا يتقبل ليون وجود الطفلة ماتيلدا في منزله ويخشى عليها من التورط معه في أعماله السرية لذا يحاول التخلص منها، لكنه يفشل في ذلك حيث تفرض ماتيلدا نفسها عليه بشخصيتها القويه وعنادها واصرارها على مشاركته في أعمال التصفية والقتل التي يمارسها يتقبل ليون ماتيلدا ويبدأ بتعليمها لتصبح مساعدة له إلا أنها لا تتخلى عن هدفها في الأنتقام من ضابط الشرطة الفاسد (ستان) الذي قتل عائلتها.
في الحقيقة كانت ماتيلدا تعاني من الضرب والقسوة من قبل والدها وزوجة والدها واختها الكبرى لذا لم تكن مهتمة لموتهم لكنها لم تتحمل فكرة ان الضباط الفاسدين قد قتلوا اخاها الصغير ذو الأربع سنوات والذي كان الشخص الوحيد الذي قد تبقى لها في الحياة لذا لم تفارق فكرة الأنتقام ذهنها رغم أن ليون كان قد حذرها من ذلك وبمرور الأحداث يصبح ليون متورط مع ضباط الشرطة الفاسدين والذين يبدأون بملاحقته بعد معرفتهم بأنه يعمل قاتل مأجور، ضباط الشرطة الفاسدين هؤلاء متورطين بصفقات للمخدرات واعمال تزوير وقتل ويرون في وجود ليون ومعرفته بحيقتهم خطراً لذا يبدأون بالبحث عنه وهنا تبدأ رحلته بالتخفي هو وماتيلدا.
ماتيلدا فتاة ذكية وتتعلم حمل السلاح واستخدامه بسرعه وتشارك ليون في عمليات التصفية التي يمارسها، وتبدأ بتعليمه القراءة والكتابة وتدخل ماتيلدا البهجة إلى حياة ليون التي يبدوا أنها لم تتغير منذ سنوات فكل مايعرفه ليون هو عمليات القتل وتصفية الأشخاص من أجل أدخار النقود، تقع ماتيلدا بحب ليون الذي تجد فيه مخلصها الوحيد من عذابها والشخص الوحيد الذي يحتويها وينتشلها من قسوة حياتها تجد ماتيلدا في ليون الحنان والعطف التي كانت تفتقر اليه في كنف اسرتها، ويبادل ليون ماتيلدا المشاعر فهو يرى ان هذا الطفله قد غيرت حياتها منذ اللحظة التي دخلت اليها ومهما حاول أنكار ذلك الا أنه يظل منجذب اليها وفي كل مره تتغلب عليه مشاعر الحب والحنان تجاهها، تخاطر ماتيلدا بحياتها بعد ان يتجاهل ليون حبها له وتحمل حقيبه محشوه بذخيره من الدايناميت والقنابل متفجرة وتدخل بها إلى مبنى الشرطة الذي يعمل فيه (ستان) و الضباط الذين قتلوا عائلتها تدخل ماتيلدا المبنى متنكرة بزي فتاة مطعم للأكلات الأيطاليه وتدخل حقيبة المتفجرات على انها طعام ايطالي تم طلبه من قبل الضباط تنجح بدخول الحمام ووضع المتفجرات هناك وتكون مقتربة من الخروج وتفجر المبنى الا ان ستان يمسك بها وبسب هوَّس ستان وادمانه المخدرات وهلوسته يتردد مابين قتل ماتيلدا ومابين تركها فيحتفظ بها في مكتبه لتصفيتها لاحقاً ألا ان ليون يعلم بذلك فيسرع بالوصول إلى مبنى الشرطة وقتل الضباط الموجودين في مكتب ستان وأنقاذ ماتيلدا يعود ليون وماتيلدا إلى شقتهما وهناك تعترف ماتيلدا بحبها لليون وهو يبادرها المشاعر لكنه يمنع نفسه من الاعتراف بذلك لأنه يرى انها لاتزال طفلة، مجرد طفلة اجبرتها الظروف أن تكبر قبل أوانها وما أن يطلع الصباح حتى يصل ستان ومجموعة كبيرة من الشرطة والقوات الأمنية الخاصة لألقاء القبض على ليون يحدث أشتباك كبير داخل العمارة ينجح خلاله ليون بتهريب ماتيلدا وإرسالها إلى صديقه الذي يعمل عنده يتغلب ليون على رجال الشرطة بذكاءه ومهاراته في السلاح الا انه وقبل ان يخرج من العمارة المطوقة بالشرطة يمسك به ستان ويموت ليون في النهاية بعد ان يفجر نفسه ويفجر العمارة وكل من بها بما فيهم ستان الذي يكون قد قيد يده إلى يد ليون بعد ان وجه رصاصة إلى ظهره الا ان ليون يضغط الزر ويفجر القنبل وينهي الأمر، تبقى ماتيلدا وحيدة بعد وفاة ليون ويرفض توني الذي كان ليون يعمل قاتل مأجور لديه أن يسلمها المبلغ المالي الذي كان ليون يحتفظ به لأجلها، لذا يتم ادخال ماتيلدا دار لرعاية اليتيمات وفتيات الأحداث وينتهي الفيلم بمشهد لماتيلدا وهي تخرج نبتة ليون المفضلة التي كان يعتني بها دائما من آنيتها وتغرسها في حديقة الدار معلنة أنها لن تنساه إلى الأبد.

## طاقم العمل
- جان رينو (ليون)
- غاري أولدمان (ستان)
- ناتالي بورتمان (ماتيلدا)
- داني أيلو (توني)

## وصلات خارجية
- ليون: المحترف على موقع IMDb (الإنجليزية)
- ليون: المحترف على موقع ميتاكريتيك (الإنجليزية)
- ليون: المحترف على موقع الموسوعة البريطانية (الإنجليزية)
- ليون: المحترف على موقع روتن توميتوز (الإنجليزية)
- ليون: المحترف على موقع نتفليكس (الإنجليزية)
- ليون: المحترف على موقع قاعدة بيانات الأفلام العربية
- ليون: المحترف على موقع ألو سيني (الفرنسية)
- ليون: المحترف على موقع Turner Classic Movies (الإنجليزية)
- ليون: المحترف على موقع أول موفي (الإنجليزية)
- ليون: المحترف على موقع بوكس أوفيس موجو (الإنجليزية)